# Свазиленд на Светском првенству у атлетици у дворани 2012.
Свазиленд је учествовао на Светском првенству у атлетици у дворани 2012. одржаном у Истанбулу од 9. до 11. марта девети пут. Репрезентацију Свазиленда представљао је један такмичар, који се такмичио у трци на 60 метара.
Свазиленд није освојио ниједну медаљу али је оборен национални рекорд.

## Учесници
Мушкарци:
- Сибусисо Матсенџва — 60 м

## Резултати

### Мушкарци
| Атлетичар          | Дисциплина | Лични рекорд | Квалификација | Квалификација | Полуфинале           | Полуфинале           | Финале               | Финале       | Детаљи |
| Атлетичар          | Дисциплина | Лични рекорд | Резултат      | Место         | Резултат             | Место                | Резултат             | Место        | Детаљи |
| ------------------ | ---------- | ------------ | ------------- | ------------- | -------------------- | -------------------- | -------------------- | ------------ | ------ |
| Сибусисо Матсенџва | 60 м       |              | 7,04 НР       | 3. у гр. 3    | Није се квалификовао | Није се квалификовао | Није се квалификовао | 36 / 57 (61) |        |